# Uptodown
Uptodown es un "marketplace" centrado en la distribución de software de escritorio y aplicaciones móviles creado el 20 de diciembre del año 2002 con sede en Málaga (España).
Cuenta con un catálogo de más de 4 000 000 de aplicaciones para varias plataformas, divididas en categorías temáticas y hospedadas en sus propios servidores. En él se ofrecen reseñas y contenido multimedia único elaborado por un equipo de editores, además de las opiniones de los usuarios, para más de 130 millones de usuarios al mes y 450 millones de descargas mensuales.
Su web está disponible en diecisiete idiomas, y ofrece contenido localizado para cada uno de ellos, proporcionando de forma gratuita la descarga de cualquier programa en un entorno de fácil navegación. Su modelo de negocio está basado en la publicidad aunque en 2024 lanzaron un modelo de suscripción denominado "Turbo", que permite a los usuarios navegar sin publicidad.
Utiliza los servicios de VirusTotal, para revisar los resultados de más de 70 antivirus. 

## Historia
Luís Hernández y José Domínguez fundaron Uptodown en el año 2002 gracias a un proyecto en la Escuela Técnica Superior de Ingeniería Informática  de la Universidad de Málaga. El objetivo era conectar a desarrolladores y usuarios ofreciendo una plataforma abierta y confiable de distribución de software.
En 2006 comenzó su expansión internacional, que se inició con la localización de todo el contenido al inglés hasta llegar a estar disponible en 17 idiomas a día de hoy. Entre 2006 y 2010, y como parte de su internacionalización, llegaron a varios acuerdos para gestionar verticales de descarga y servir su tecnología a distintos medios como Computer Hoy (Axel Springer) o Ebay España. 
En 2011 se añadieron aplicaciones móviles al catálogo.
En 2018, la descarga de aplicaciones para Android llegó a suponer el 80% del total del tráfico con respecto al software de escritorio. El tráfico total de Uptodown asciende a 130 millones de usuarios únicos al mes.
En 2019, la aplicación oficial de Uptodown comenzó a integrarse como tienda oficial por defecto en distintos dispositivos y plataformas: la marca de televisores NPG, el proyector Puppy Cube, centros multimedia como Entertainmentbox, así como herramientas de virtualización como LDPlayer o NOX App Player.
En 2021, Uptodown empezó a colaborar con Unity Technologies tras convertirse en miembro de la plataforma de distribución de apps Unity Distribution Portal.
En 2024, empezaron a monetizar su servicio, además de con publicidad, con un modelo de suscripción.

### Ley de Mercados Digitales
En 2022 la Comunidad Europea legisla y saca la Ley de Mercados Digitales,conocida por su nombre en inglés, la Digital Markets Act o, entre el público, como Ley Antimonopolio Europea. Con ella se quiere recortar el poder de las grandes tecnológicas que operan en Europa y velar por la libre competencia. Uptodown, con su CEO a la cabeza, se pone de punta de lanza  y participa en las comisiones del Parlamento Europeo como experto en la materia, siendo una de las pocas plataformas españolas del ramo con capacidad de ser alternativa real a Google Play Store y App Store de Apple.

## Tipo de aplicaciones
Uptodown ofrece todo tipo de aplicaciones para las plataformas Android, Windows y Mac, entre las que se incluyen juegos, herramientas, aplicaciones de redes sociales, navegadores, reproductores multimedia, software de edición de vídeo,... Las aplicaciones para Android de su catálogo se distribuyen en formato APK y XAPK, aunque su app oficial soporta la mayoría de los formatos de empaquetado alternativos. Además de las últimas actualizaciones, también se distribuyen versiones anteriores de cada app.